# Leland Interactive Media
Leland Interactive Media est une entreprise fondée en 1992 qui exerce son activité dans le domaine des jeux vidéo.

## Description
Leland Interactive Media est créée en 1992 à la suite du renommage de Leland Corporation. L'entreprise exerce son activité dans le développement et la commercialisation de jeux vidéo. Elle a développé sur plate-forme Super Nintendo et Sega Genesis des jeux comme Kyle Petty's No Fear Racing, Double Dragon V: The Shadow Falls, et Troy Aikman NFL Football. Leland Interactive Media est rachetée par WMS Industries en 1994.

## Liste de jeux vidéo
1992
- Super Nintendo : Pro Quarterback Football

1993
- Genesis : Fun 'n' Games

1994
- Super Nintendo : Fun 'n' Games, Double Dragon V: The Shadow Falls, Troy Aikman NFL Football
- Genesis : Double Dragon V: The Shadow Falls

1995
- Jaguar : Double Dragon V: The Shadow Falls
- Super Nintendo : Kyle Petty's No Fear Racing (en)